# Psaironeura selvatica
Psaironeura selvatica là loài chuồn chuồn trong họ Protoneuridae. Loài này được Esquivel miêu tả khoa học đầu tiên năm 1993.